# Амоян, Малхас Бимбашевич
Малхас Бимбашевич Амоян (арм. Մալխաս Բիմբաշի Ամոյան; род. 22 января 1999, Ереван, Армения) — армянский борец греко-римского стиля, бронзовый призёр летних Олимпийских игр 2024 года, двукратный чемпион Армении (2019, 2021), четырёхкратный чемпион Европы (2022, 2023, 2024, 2025) и чемпион мира (2021). Заслуженный мастер спорта Армении (2021).

## Биография
Малхас Амоян родился 22 января 1999 года в Ереване езидской семье. Начал заниматься греко-римской борьбой в 2005 году в спортивно-общественной организации «Динамо» под руководством Гамлета Ованнисяна и Азата Амояна. В дальнейшем с ним стал работать его дядя двукратный чемпион Европы, призёр чемпионатов мира и Олимпийских игр Роман Амоян.
В июне 2017 года на молодёжном чемпионате Европы в Дортмундe, выступая в весовой категории до 74 кг, завоевал бронзовую медаль, a в августе того же года на молодёжном чемпионате мира в Тампере, в весовой категории до 66 кг, уступив в финале в равной борьбе иранцу Амину Кавиянинежаду, стал серебряным призёром. В 2018 году на молодёжном чемпионате Европы в Риме выиграл бронзовую награду в весовой категории до 72 кг, одержав досрочную победу со счётом 9։1 над грузинским борцом Николозом Чикадзе. В сентябре того же года на молодёжном чемпионате мира в Трнаве выступал в весовой категории до 67 кг и, победив в финале со счётом 10:0 узбекского борца Махмуда Бахшилоева, завоевал титул молодёжного чемпиона мира.
В 2019 году дебютировал на взрослом уровне с победы на международном турнире Poland Open 2019. В том же году на чемпионате мира в Нур-Султане выиграл две схватки, но в четвертьфинале уступил россиянину Абуязиду Манцигову и остался за чертой призёров. В декабре 2020 года на индивидуальном Кубке мира в Белграде, уверенно победив соперников из Сербии, Молдавии и Турции, вышел в финал, где встретился с бывшим чемпионом Европы и мира из Венгрии Балинтом Корпаши. Их схватка завершилась со счётом 1:1, и победа была присуждена венгерскому борцу как обладателю последнего набранного очка, а Амоян стал серебряным призёром.
В апреле 2021 года на чемпионате Европы в Варшаве в 1/8 финала досрочно победил Алена Фодора из Хорватии (9:0), в четвертьфинале был сильнее украинца Максима Евтушенко (6:0), а в полуфинале взял верх над поляком Романом Пачурковским (6:0). В финале проиграл со счётом 1:4 бронзовому призёру Олимпийских игр Шмаги Болквадзе из Грузии и стал вице-чемпионом Европы.
В мае 2021 года на чемпионате Европы до 23 лет в Скопье, победив грузина Отара Абуладзе (4:1), азербайджанца Гасана Гасанлы (7:0), россиянина Сергея Кутузова (4:1) и украинца Андрея Кулика (6:0), завоевал золотую медаль.
В ноябре того же года на чемпионате мира в Осло начал выступление с победы в 1/8 финала над норвежцем Говардом Йоргенсеном (8:0), потом взял верх над литовцем Криступасом Шлейва (5:0) и иранцем Мохаммадом Мохтари (10:6), а в финале вновь оказался сильнее россиянина Сергея Кутузова (3:1) и завоевал титул чемпиона мира.
В 2022 году перешёл в более тяжёлую весовую категорию (до 77 кг). В апреле этого года на чемпионате Европы Будапеште в квалификационном раунде за неполные две минуты одолел литовца Каземираса Синкявичюса (9:0), затем в 1/8 финале победил Дениса Хорвата из Словакии (3:1), в четвертьфинале взял верх над азербайджанцем Сананом Сулеймановым (6:5), а в полуфинале был сильнее шведа Пера Олофсона (9:0). В финале, уступая после первого раунда со счётом 0:3, одержал волевую победу над турецким борцом Юнусом Башаром со счётом 4:3 и завоевал титул чемпиона Европы.
В сентябре того же года на чемпионате мира в Белграде в первом же поединке в равной борьбе уступил венгру Золтану Леваи (3:3). После выхода венгерского борца в финал получил право побороться за бронзу и, победив шведа Альбина Олофссона (5:2), казахстанца Тамерлана Шадукаева (2:2) и серба Виктора Немеша (7:1), взошёл на третью ступень пьедестала почёта.
На летних Олимпийских играх 2024 года в Париже, в весовой категории до 77 кг стал обладателем бронзовой медали. В схватке за третье место поборол узбекского спортсмена Арама Варданяна.
В апреле 2025 года на чемпионате Европы в Братиславе в весовой категории до 77 кг завоевал золотую медаль. В финальной схватке одолел соперника из Грузии Рамаза Зоидзе.
В одном из своих интервью после победы на молодёжном чемпионате мира Малхас Амоян отметил:
«На таких турнирах не бывают слабых соперников, все приходят за медалью. До того как достиг финала провёл два тяжёлых поединка с борцами из Украины и Турции. Помня о неудачном финале прошлого года, когда уступил со счётом 3:3, собрал силы и действуя более сосредоточено, сумел победить.
Спорт является лучшим учителем для меня, он воспитывает, учит. Для того чтобы стать хорошим спортсменом, в первую очередь, нужно быть хорошим человеком. Для успеха и достижения побед необходимо иметь желания и цель. Благодаря спорту я научился любой ценой достигать цели и никогда не унывать, никогда не желал оставить спорт. Всегда шёл за целью. Невозможно всегда побеждать. Бывают также неудачи, бывают поражения. Необходимо иметь силу и желание для преодоления всего этого. Мечтой каждого спортсмена является выступление и победа на Олимпийский играх. Олимпийская медаль для меня самая желанная. Отмечу однако, что каждая медаль, будь то с чемпионата мира, Европы или любого другого первенства, чрезвычайно важна, поскольку является результатом многолетнего труда.».

## Достижения
- Бронзовый призёр юношеского чемпионата мира 2015 года в весовой категории до 63 кг.[8]
- Чемпион юношеского чемпионата Европы 2016 года в весовой категории до 69 кг.[9]
- Бронзовый призёр юношеского чемпионата мира 2016 года в весовой категории до 69 кг.[10]
- Бронзовый призёр молодёжного чемпионата Европы 2017 года в весовой категории до 74 кг.
- Серебряный призёр молодёжного чемпионата мира 2017 года в весовой категории до 66 кг.
- Бронзовый призёр молодёжного чемпионата Европы 2018 года в весовой категории до 72 кг.
- Чемпион молодёжного чемпионата мира 2018 года в весовой категории до 67 кг.
- Чемпион молодёжного чемпионата мира 2019 года в весовой категории до 72 кг.
- Серебряный призёр индивидуального Кубка мира 2020 года в весовой категории до 72 кг.
- Серебряный призёр чемпионата Европы 2021 года в весовой категории до 72 кг.
- Чемпион Европы среди спортсменов до 23 лет 2021 года в весовой категории до 72 кг.
- Чемпион мира 2021 года в весовой категории до 72 кг.
- Чемпион Европы 2022 года в весовой категории до 77 кг.
- Бронзовый призёр чемпионата мира 2022 года в весовой категории до 77 кг.
- Чемпион Европы 2023 года в весовой категории до 77 кг.
- Чемпион Европы 2024 года в весовой категории до 77 кг.
- Чемпион Европы 2025 года в весовой категории до 77 кг.